# ديفيد كيلي (معلق رياضي)
ديفيد كيلي (بالإنجليزية: David Kelly)‏ هو معلق رياضي أمريكي، ولد في 5 أكتوبر 1967.